# داریا اشکوریخینا
داریا اشکوریخینا (به انگلیسی: Daria Shkurikhina) ژیمناست زادهٔ ۳ اکتبر ۱۹۹۰ میلادی اهل کشور روسیه است.